# Nicodim Ungureanu
Nicodim Ungureanu (n. 7 noiembrie 1960, satul Pojaru, județul Gorj) este un actor român de teatru și film, precum și scenarist. A absolvit Universitatea Hyperion, Facultatea de Arte, Specializarea Actorie în 1999. În 2002, joacă primul rol în filmul Țăcăniții. Este actor la Teatrul de Stat din Constanța. A mai jucat în teatre din Deva, Brașov, Ploiești. Este căsătorit cu Ana Banică, cei doi având doi copii. A apărut și în reclame la bere sau detergenți.

## Filmografie
- Țăcăniții (2002)
- Amen (2002)
- Garcea și oltenii (2002)
- Furia (2002)
- Binecuvântată fii, închisoare (2002)
- Dulcea saună a morții (2003)
- Regina războinică (2003)
- Milionari de weekend (2004)
- Lotus (2004)
- Apartamentul (2004)
- Canton (2004)
- Un caz de dispariție (2005) - miniserie TV
- Dracula III: Moștenirea (2005)
- Lacrimi de iubire (2006) - Barosul
- Păcală se întoarce (2006)
- Un acoperiș deasupra capului (2006)
- Pam Para Ram (2006)
- California Dreamin' (nesfârșit) (2007)
- Legiunea Străină (2008)
- Poveste de cartier (2008)
- Tache (2008)
- Marilena (2008)
- Pescuit sportiv (2008)
- Dincolo de America (2008)
- Cele ce plutesc (2009)
- Iubire și onoare (2010) - Dealer
- Narcisa sălbatică (2010 - 2011) - Anton
- Visul lui Adalbert (2011)
- Și caii sunt verzi pe pereți (2012)
- Îngeri pierduți (2013) - Nicu Cocârțău
- Doar cu buletinul la Paris (2015)
- Cel ales (2015) - Escu
- Nunți, botezuri, înmormântări (2020) - Ioniță, polițist, șef de post
- Adela (2022) - Polițist
- Kontinental ’25 (2025)